# Britt Nicole
Brittany Nicole Waddell, nota come Britt Nicole (Kannapolis, 2 agosto 1984), è una cantante statunitense, esponente di musica cristiana contemporanea.

## Biografia
Nata nel 1984 in Carolina del Nord, ha studiato a Nashville (Tennessee). Nel gennaio 2003 ha pubblicato il suo primo album in maniera indipendente, dal titolo Follow the Call.
Nel 2006 ha firmato un contratto discografico con la Sparrow Records e nel maggio 2007 ha pubblicato il suo primo album ufficiale dal titolo Say It. I primi due singoli estratti dall'album sono stati You e Believe.
Nel novembre seguente ha fatto uscire l'EP Holiday Trio.
Nel 2009, dopo l'uscita del singolo The Lost Get Found, ha pubblicato l'album omonimo in agosto.
Nel dicembre 2011 ha annunciato il suo terzo album: si tratta di Gold, pubblicato nel marzo 2012.
Nel dicembre 2012 ha firmato un contratto con la Capitol Records e nel febbraio 2013 ha ripubblicato Gold per quest'etichetta in un nuovo formato.
Nel 2014 la sua canzone The Sun Is Rising viene inserita nel film Tutte contro lui - The Other Woman.
Nello stesso anno ha collaborato con Tedashii (Dark Days, Darker Nights) e Owl City (You're Not Alone).

## Discografia
Album
- 2003 - Follow the Call
- 2007 - Say It
- 2009 - The Lost Get Found
- 2012 - Gold
- 2016 - Britt Nicole

EP
- 2004 - Brittany Waddell
- 2007 - Holiday Trio
- 2010 - Acoustic